# Devecey
Devecey – miejscowość i gmina we Francji, w regionie Burgundia-Franche-Comté, w departamencie Doubs.
Według danych na rok 1990 gminę zamieszkiwało 1401 osób, a gęstość zaludnienia wynosiła 371 osób/km² (wśród 1786 gmin Franche-Comté Devecey plasuje się na 116. miejscu pod względem liczby ludności, natomiast pod względem powierzchni na miejscu 902.).